# Herzogtum Laval
Das Herzogtum Laval war ein französisches Territorium im heutigen Département Haute-Vienne, das im Oktober 1748 für Gui André Pierre de Montmorency-Laval, den späteren Marschall von Frankreich, aus dem Marquisat Magnac und der Baronie Arnac-la-Poste gebildet wurde.
Im Januar 1642 war Hilaire de Laval aus dem Haus Montmorency zum Marquis de Lezay (Département Deux-Sèvres) ernannt worden, im Oktober 1643 hatte er die Erlaubnis erhalten, dieses Marquisat „Laval-Lezay“ zu nennen. Das Herzogtum Laval hat also mit der früheren Herrschaft Laval nichts zu tun.
Der Titel erlosch 1851 mit dem Tod des 4. Herzogs.

## Die Marquis de Laval-Lezay
- Hilaire de Laval (1599–1670), Seigneur und 1642 Marquis de Lezay, 1643 Marquis de Laval-Lezay
- Gui Urbain de Laval († 1685), dessen Bruder, 1670 2. Marquis de Laval-Lezay
- Pierre III. de Laval (1656–1687), dessen Sohn, 1685 3. Marquis de Laval-Lezay
- Gui André de Laval († 1745), dessen Sohn, 1687 4. Marquis de Laval-Lezay
- Guy André Pierre de Montmorency-Laval (1723–1798), 1745 5. Marquis de Laval, 1748 Duc de Laval

## Die Herzöge von Laval
- Guy André Pierre de Montmorency-Laval (1723–1798) 1748 Duc de Laval, 1783 Marschall von Frankreich.
- Anne Alexandre Sulpice Joseph de Montmorency-Laval (1747–1817), dessen Sohn, 1783 Duc de Laval, 1814 Pair de France
  - Guy Marie Anne Louis de Montmorency-Laval (1767–1786), dessen Sohn, Marquis de Laval
- Anne Adrien Pierre de Montmorency-Laval (1768–1837), dessen Bruder, 1814 Prince de Laval, 1817 3. Duc de Laval, 1820 und 1827 Pair de France, 1815 Duque de San Fernando Luis
- Eugène Alexandre de Montmorency-Laval (1773–1851), dessen Bruder, 1837 4. Duc de Laval
  - Mathieu Paul Louis de Montmorency-Laval (1748–1809), Bruder des 2. Herzogs, Vicomte de Laval, Comte de Montmorency-Laval
  - Mathieu Jean Félicité de Montmorency-Laval (1766–1826), dessen Sohn, Vicomte de Laval, 1815 Pair de France, 1819 Vicomte-Pair, 1821 Außenminister, 1824 Duc de Montmorency, 1825 Mitglied der Académie française (Fauteuil 37)